# بينغت فالك
بينغت فالك (بالسويدية: Bengt Falck)‏ هو عالم أعصاب سويدي، ولد في 16 يناير 1927 في مالمو في السويد.